# Port lotniczy Antonio Rivera Rodriguez
Port lotniczy Antonio Rivera Rodriguez – port lotniczy, zlokalizowany w portorykańskim mieście Vieques.

## Linie lotnicze i połączenia
- Air Culebra
- Cape Air (San Juan)
- Isla Nena Air
- Vieques Air Link (Fajardo, San Juan, St. Thomas)